# ソビエト連邦大統領
ソビエト連邦大統領 (ソビエトれんぽうだいとうりょう、ロシア語: Президент Советского Союза, ラテン文字転写: Prezident Sovetskogo Soyuza)、公式にはソビエト社会主義共和国連邦大統領ないしソ連邦大統領（Президент СССРまたはПрезидент Союза Советских Социалистических Республик）は、1990年3月15日から1991年12月25日まで存在したソビエト連邦の国家元首の役職。
就任したのは、ミハイル・ゴルバチョフただ一人であった。ゴルバチョフは1985年3月から1991年8月までソビエト連邦共産党書記長を務めていた。彼は1991年8月のクーデターで共産党書記長を辞任するまで、強大な権限を有していた。

## 概要
大統領制導入以前に国家元首の権限を行使していたソビエト連邦最高会議幹部会の英訳が「Presidium of the Supreme Soviet」であることから、最高会議幹部会議長は西側諸国においてしばしば「大統領」と呼ばれた。しかし、最高会議幹部会議長は儀礼的・象徴的な意味合いが強い名誉職的な地位であり、ソビエト連邦の歴史の大部分において、政治的な実権はソビエト連邦共産党書記長が握っていた。
1977年、レオニード・ブレジネフ書記長がソ連史上初めて最高会議幹部会議長と党書記長を兼任し、それ以降の書記長（ユーリー・アンドロポフ、コンスタンティン・チェルネンコ）も書記長就任後に最高会議幹部会議長に選出されるのが慣例化していた。
共産党書記長・最高会議議長のミハイル・ゴルバチョフによるペレストロイカの下、旧態依然としていた連邦最高会議を中心とした国家機構改革の総仕上げとして、1990年3月12日から15日にかけて召集された第3回人民代議員大会で採択されたソビエト連邦憲法改正法案で、「ソビエト連邦大統領」はそれまでの最高会議議長に代わる国家元首として位置付けされた。
なお、憲法改正法では大統領は国民による直接選挙で選出されると定められていたが、憲法改正法第3編により、初代大統領は特例として人民代議員大会によって選出され、人民代議員大会議長を務めることとされていた。そのため、憲法改正法の議決に伴って行われた大統領選挙ではゴルバチョフが人民代議員2245人中、1329人(59.2%)の支持を獲得し、大統領に選出された。

## 大統領権限
大統領権限は1977年憲法の第119条で最高会議幹部会が保有していた権限がほぼそのまま継承され、アメリカの大統領制とフランスの大統領制を合体した役職であった。

## 副大統領
ソビエト連邦副大統領 (ロシア語: Вице-президент Советского Союза, Vitse-Prezident Sovetskogo Soyuza)のポストは1990年12月に召集された第4回人民代議員大会で採択された憲法改正法案で新設された。憲法改正法の規定で、副大統領は大統領権限の一部を大統領から委任され、大統領が欠けた場合または職務を遂行できない場合には、大統領代行として大統領権限を一時的に行使することが認められた。
人民代議員大会では共産党政治局員兼書記のゲンナジー・ヤナーエフが選出されたが、ヤナーエフは翌1991年8月のクーデターで国家非常事態委員会を組織し、大統領代行への就任を宣言した。しかしクーデターは内外の支持を得られず3日後には終息し、ゴルバチョフが復権した。なお、副大統領のポストはクーデターの失敗を受けて1991年9月に召集された第5回人民代議員大会の決議で廃止された。

## 歴代大統領・副大統領の一覧

### 大統領
| 代数 | 肖像 | 氏名 (生没年)                      | 任期開始日    | 任期終了日     | 所属政党           |
| ---- | ---- | ---------------------------------- | ------------- | -------------- | ------------------ |
| 1    |      | ミハイル・ゴルバチョフ (1931–2022) | 1990年3月15日 | 1991年12月25日 | ソビエト連邦共産党 |
| 代行 |      | ゲンナジー・ヤナーエフ (1937–2010) | 1991年8月19日 | 1991年8月21日  | ソビエト連邦共産党 |

### 副大統領
| 代数 | 肖像 | 氏名 (生没年)                      | 任期開始日     | 任期終了日    | 所属政党           |
| ---- | ---- | ---------------------------------- | -------------- | ------------- | ------------------ |
| 1    |      | ゲンナジー・ヤナーエフ (1937–2010) | 1990年12月27日 | 1991年8月21日 | ソビエト連邦共産党 |